# Qiaxiang
Qiaxiang (kinesiska: 恰乡) är en socken i Kina. Den ligger i den autonoma regionen Tibet, i den sydvästra delen av landet, omkring 300 kilometer nordväst om regionhuvudstaden Lhasa. Antalet invånare är 1 565. Befolkningen består av 742 kvinnor och 823 män. Barn under 15 år utgör 30 %, vuxna 15-64 år 63 %, och äldre över 65 år 6,0 %.
Genomsnittlig årsnederbörd är 627 millimeter. Den regnigaste månaden är juli, med i genomsnitt 201 mm nederbörd, och den torraste är november, med 8 mm nederbörd.